# Îles Babar
Pour les articles homonymes, voir Babar (homonymie).
Les îles Babar, en indonésien Kepulauan Babar, sont un groupe d'îles situées dans l'archipel d'Indonésie, au sud de la mer de Banda. 
Elles font partie du kabupaten des Moluques du Sud-Ouest dans la province des Moluques (république d'Indonésie).

## Situation
Les îles Babar se trouvent à environ 350 km au sud de l'île d'Ambon, où se trouve le chef-lieu de la province des Moluques, Ambon.
Elles sont situées dans la partie orientale de l'archipel indonésien, à 150 km à l'est de l'île de Timor, 400 km de l'Australie (Darwin) et 400 km de l'île de Nouvelle-Guinée.
À 150 km à l'est se trouvent les îles Tanimbar.
L'île de Masela, située le plus au sud en latitude, fait partie des îles frontalières d'Indonésie, se trouvant au bord de la mer de Timor qui la sépare de l'Australie.

## Géographie

### L'île principale: Babar
Babar est une île grossièrement circulaire d'un diamètre d'un peu plus de 30 kilomètres, soit une superficie d'environ 800 km² et un périmètre de 100 km. L'altitude du point culminant est d'environ 830 mètres. 
Elle bénéficie de sources permanentes et est arrosée par cinq rivières. Elle est couverte d'une forêt subtropicale, plus dense le long des cours d'eau.
La ville principale, Tepa, chef-lieu de district (kecamatan), est située sur la côte ouest de l'île.
Une route partant de Tepa suit la côte (dans le sens horaire) jusqu'à Tutuwagang au sud-est de l'île, en passant par une autre localité importante, Letwurung, à l'est.

### Les autres îles
À un kilomètre à l'ouest de Babar, face à Tepa, se trouve l'île Wetan.
Les autres îles sont disposées en demi-cercle autour de Babar, à une distance plus importante :
- Masela[3] à 10 km au sud ;
- Daweloor et Dawera à 20 km au nord-est, séparées par un détroit de quelques centaines de mètres ;

Les îles Babar

- Dai à 30 km au nord.

## Histoire
Au XVIIe siècle, la Compagnie néerlandaise des Indes orientales, créée en 1602 par les négociants et les autorités des Provinces-Unies et installée à Batavia (actuelle Jakarta) à partir de 1619, installe un petit poste militaire à Babar. L'île reste gouvernée par les chefs traditionnels (orang kaya, les « hommes puissants »), en accord avec la Compagnie. Le chef principal de Babar contrôle aussi l'île de Wetan.
Pendant la Seconde Guerre mondiale, le 5 octobre 1944, les habitants du village d'Emplawas sur la côte sud de Babar, sont victimes d'un massacre par des soldats japonais, à la suite d'une opération de confiscation de la récolte de tabac.